# Leucorrea
La leucorrea és una secreció vaginal. El color del fluix vaginal pot variar segons l'etiologia de la leucorrea. Aquest pot ser hemàtic o bé blanquinós.

## Fisiopatologia
La leucorrea és un símptoma, no una malaltia, però cal tractar-la per aconseguir erradicar l'excés de fluix vaginal. Aquesta simptomatologia pot ser causada per un mecanisme de defensa natural de l'organisme davant de possibles infeccions. El fluix vaginal manté l'equilibri químic de la zona.
Aquesta simptomatologia pot aparèixer durant l'embaràs, desencadenat per l'increment dels estrogens durant la gestació. En els nadons femenins pot aparèixer a causa de la seva exposició uterina als estrogens de la mare.

## Tipus
Hi ha dos tipus de leucorrea, la fisiològica i la patològica. La leucorrea fisiològica sol aparèixer els dies previs a la menstruació per un augment de l'activitat hormonal; el fluix és blanquinós, no hi ha pruïja ni causa dolor en la micció i no fa mala olor. La leucorrea patològica és causada per un problema de salut en concret, com ara una infecció per fongs o bacteris; el fluix és groguenc, pot fer mala olor, i causar pruïja i dolor en la micció.

## Diagnòstic
El diagnòstic de leucorrea es duu a terme mitjançant una bona anamnesi i una exploració física acurada.

### Anamnesi
L'anamnesi constarà de diferents preguntes relacionades amb la simptomatologia: increment del fluix vaginal, aparició de prurit, mala olor del fluix vaginal, disparèunia, dolor pelvià, entre d'altres. També, es preguntarà sobre les característiques del fluix vaginal, quantitat, color, olor, aspecte i dies d'aparició.
És important preguntar sobre episodis de la vida com presència d'algun avortament, exploració ginecològica recent, tractaments amb antibiòtics, anticonceptius, entre d'altres.
Els hàbits higiènics de la dona també són importants en aquest cas. Cal preguntar si hi ha una bona higiene genital i si s'utilitzen tampons o compreses.

### Exploració ginecològica

Esquema frontal del sistema reproductiu femení

L'exploració ginecològica s'ha de dur a terme al mateix moment, sense higiene genital prèvia. HI ha diferents zones que cal explorar i diferents paràmetres a valorar. Les parts de la zona genital que s'exploraran són: vagina, perineu, cèrvix i l'úter. Cal fer l'exploració ginecològica en un lloc on s'afavoreixi la intimitat de la dona. La dona es col·locarà en posició ginecològica o litotomia.

#### Vagina
La vagina és un òrgans molt musculós, ric en fibres de col·làgena, i relativamentinnervat en comparació amb la vulva. La seva superfície està colonitzada per múltiples espècies bacterianes i fongs, que conviuen en l'ecosistema de la flora vaginal i on predominen les espècies del gènere Lactobacillus, que li confereixen un pH baix. Aquesta aciditat impedeix l'entrada a l'organisme d'agents patògens. La vagina, com les altres mucoses, necessita una certa humectació, per la qual cosa produeix contínuament fluix vaginal. S'exploraran totes les parts de la vagina. Si cal, es pot prendre una mostra per analitzar. Cal observar erosions, edemes o úlceres a tota la zona. És rellevant observar les glàndules de Sken i Bartholin.

#### Perineu
El perineu és la regió del cos per sota del diafragma pelvià i entre les cuixes (concretament les tuberositats isquiàtiques). És una àrea en forma de diamant a la superfície inferior del tronc, travessada per la uretra, pels òrgans genitals i pel recte, amb l'anus. El perineu ha de ser llis i sense cap tipus d'erosió o anomalia.

#### Cèrvix
La cèrvix és una porció fibromuscular inferior de l'úter que es projecta dins de la vagina. Cal observar-ne la posició, color, presència d'erosions a la superfície i forma. Es poden prendre mostres per fer unes anàlisis.

#### Úter
Està situat entre la vagina i les trompes de Fal·lopi i allotja la blàstula, que s'implanta a l'endometri, iniciant-se així la gestació, que en l'espècie humana dura uns 280 dies. Mitjançant el tacte vaginal bimanual cal observar-ne la grandària, la seva mobilitat i posició correcta.

### Proves de laboratori
Durant l'exploració es poden prendre mostres per analitzar el teixit, la presència de virus i bacteris i les possibles anomalies. Les proves que es poden realitzar són la citologia, colposcòpia i biòpsia.
La citologia consisteix en l'anàlisi de cèl·lules vaginals. Es valorarà el fluix vaginal. La colposcòpia és l'observació de la cèrvix amb un microscopi que permet fer una exploració més acurada del tracte genital inferior, és a dir, vagina, vulva i cèrvix. I, finalment, la biòpsia, que és l'anàlisi histològic d'una mostra.

## Tractament
El tractament de la leucorrea dependrà de la seva causa i si és una leucorrea fisiològica o patològica. En el primer cas, sol desaparèixer per si sola. En el cas de leucorrea patològica caldrà detectar-ne la causa i tractar-la.

### Leucorrea fisiològica
H ha una sèrie de recomanacions generals d'hàbits d'higiene personal que es poden dur a terme en la leucorrea fisiològica i també, patològica. Per exemple, rentat vaginal amb aigua, evitar un excés d'higiene. L'excés d'higiene pot afavorir la colonització de la zona i un increment de la leucorrea. Es recomana evitar l'ús de tampons, que afavoreixen les infeccions, i portar roba no gaire ajustada i de cotó.

### Leucorrea patològica
El tractament de la leucorrea patològica tindrà dependrà de la seva etiologia. Si la causa és una infecció bacteriana caldrà aplicar antibioteràpia, abstinència sexual o ús de preservatiu si la dona no té molèsties greus. El tractament amb antibiòtic no s'ha de deixar encara que la simptomatologia ja no hi sigui. Si la causa és una malaltia de transmissió sexual (MTS) cal tractar la dona i la seva parella per possible contagi a la parella.
Una altra causa de la leucorrea és la presència d'un cos estrany. En aquest cas, cal retirar el cos estrany i el fluix vaginal disminuirà. Si la situació ha estat més greu i la infecció és important, caldrà iniciar tractament amb l'antibiòtic adequat.